# Xã Jefferson, Quận Osage, Missouri
Xã Jefferson (tiếng Anh: Jefferson Township) là một xã thuộc quận Osage, tiểu bang Missouri, Hoa Kỳ. Năm 2010, dân số của xã này là 1.249 người.